# Vuontisjärvi (sjö i Muonio, Finland)
Vuontisjärvi är en sjö i Finland. Den ligger i kommunen Muonio i landskapet Lappland, i den norra delen av landet, 900 km norr om huvudstaden Helsingfors. Vuontisjärvi ligger 266,2 meter över havet. Den är 22,85 meter djup. Arean är 6,21 kvadratkilometer och strandlinjen är 26,52 kilometer lång. Sjön  ingår i Torne älvs huvudavrinningsområde.   
I övrigt finns följande i Vuontisjärvi:
- Pääskyssaari (en ö)
- Kenttäsaari (en ö)
- Palosaari (en ö)
- Kivisaari (en ö)